# Banksien
Die Banksien (Banksia) sind eine Pflanzengattung innerhalb der Familie der Silberbaumgewächse (Proteaceae). Von den 80 Arten kommt nur eine (Banksia dentata) außerhalb Australiens vor.

## Beschreibung

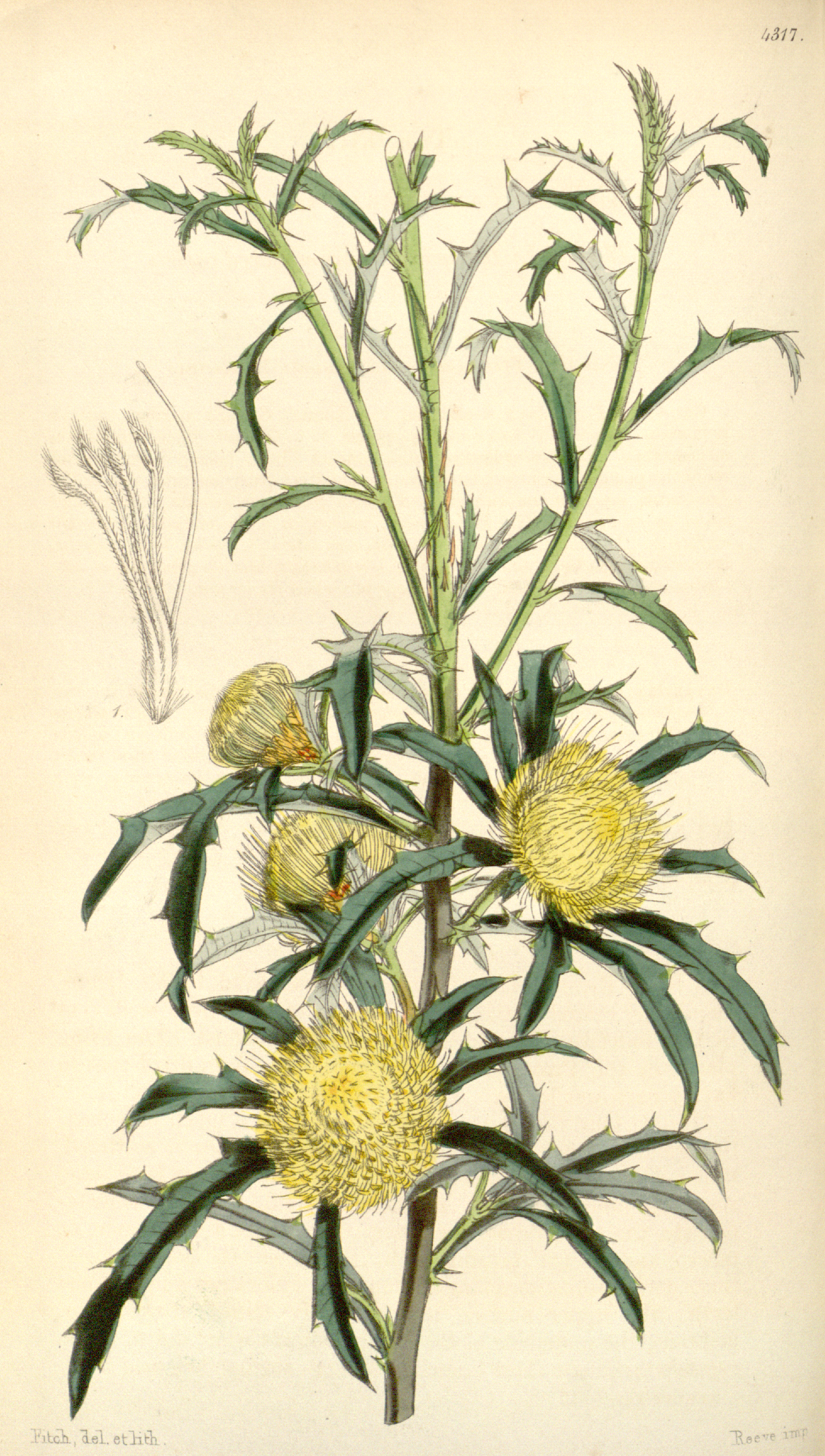
Banksia squarrosa (Illustration aus Curtis's Botanical Magazine, 1847)

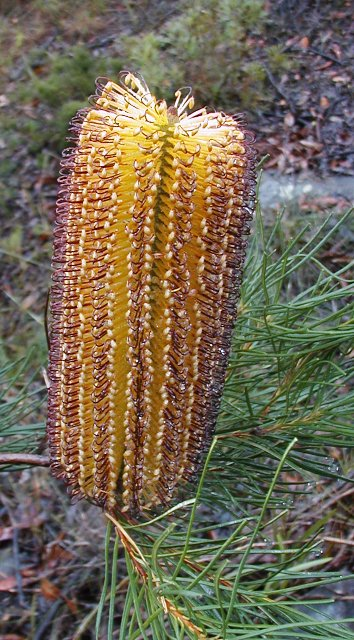
Blütenstand von Banksia spinulosa

### Vegetative Merkmale
Banksia-Arten sind verholzende Pflanzen und wachsen als immergrüne Sträucher oder Bäume.
Die wechselständig bis manchmal etwas wirtelig angeordneten, immergrünen Laubblätter sind in Blattstiel und Blattspreite gegliedert. Die ledrige Blattspreite ist einfach bis tief geteilt. Die Blätter haben in den meisten Fällen eine silbrig-graue Blattunterseite und die Blattoberseite ist dunkelgrün. Manche Arten sind heterophyll, es gibt also verschiedene Blätter. Es sind keine Nebenblätter vorhanden.

### Generative Merkmale
Die Blütenstände setzen sich aus hunderten bis tausenden Einzelblüten zusammen, die Farbe variiert zwischen gelb und rot. Die schmalen Hüllblätter sind meist behaart und fallen oft schon während der Anthese ab. Ein großes Tragblatt steht jeweils unter paarweise zusammenstehenden Blüten. Die einzelnen Blüten sitzen über einem Deckblatt.
Die zwittrigen Blüten sind vierzählig. Es sind nur vier mehr oder weniger gleichgestaltige Blütenhüllblätter vorhanden. Es ist ein Diskus vorhanden. Es ist nur ein Kreis mit vier fertilen Staubblättern vorhanden; sie sind untereinander frei und alle gleich oder mehr oder weniger deutlich verschieden. In jeder Blüte ist nur ein oberständiges Fruchtblatt, das manchmal unvollständig geschlossen ist. Das Fruchtblatt enthält zwei Samenanlagen. 
In den Samenständen befinden sich viele Balgfrüchte. Die holzigen Balgfrüchte enthalten ein oder zwei Samen. Die Samen besitzen zwei Flügel.

## Ökologie
Die Bestäubung erfolgt durch Insekten, Vögel oder kleine Beuteltiere.
Die harten, verholzten Samenstände vieler Banksia-Arten öffnen sich erst bei großer Hitze, wie zum Beispiel bei einem Buschfeuer. Diese Arten werden daher zu den Pyrophyten gerechnet. Die geflügelten Samen fallen heraus und werden vom Wind fortgetragen.

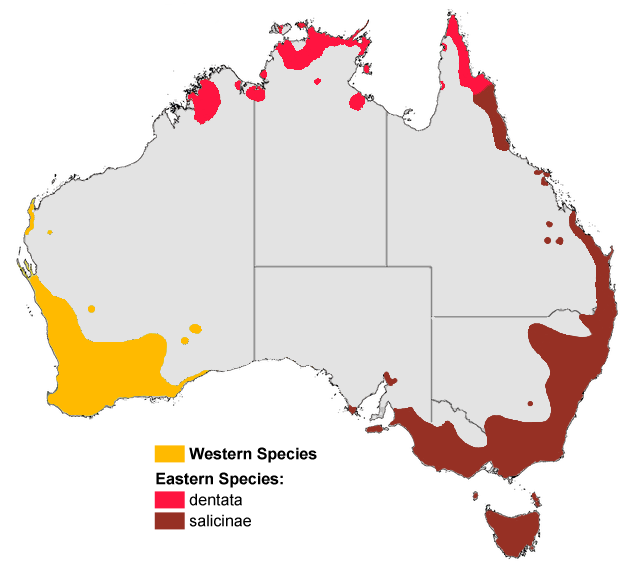
Verbreitung in Australien

## Systematik und Verbreitung

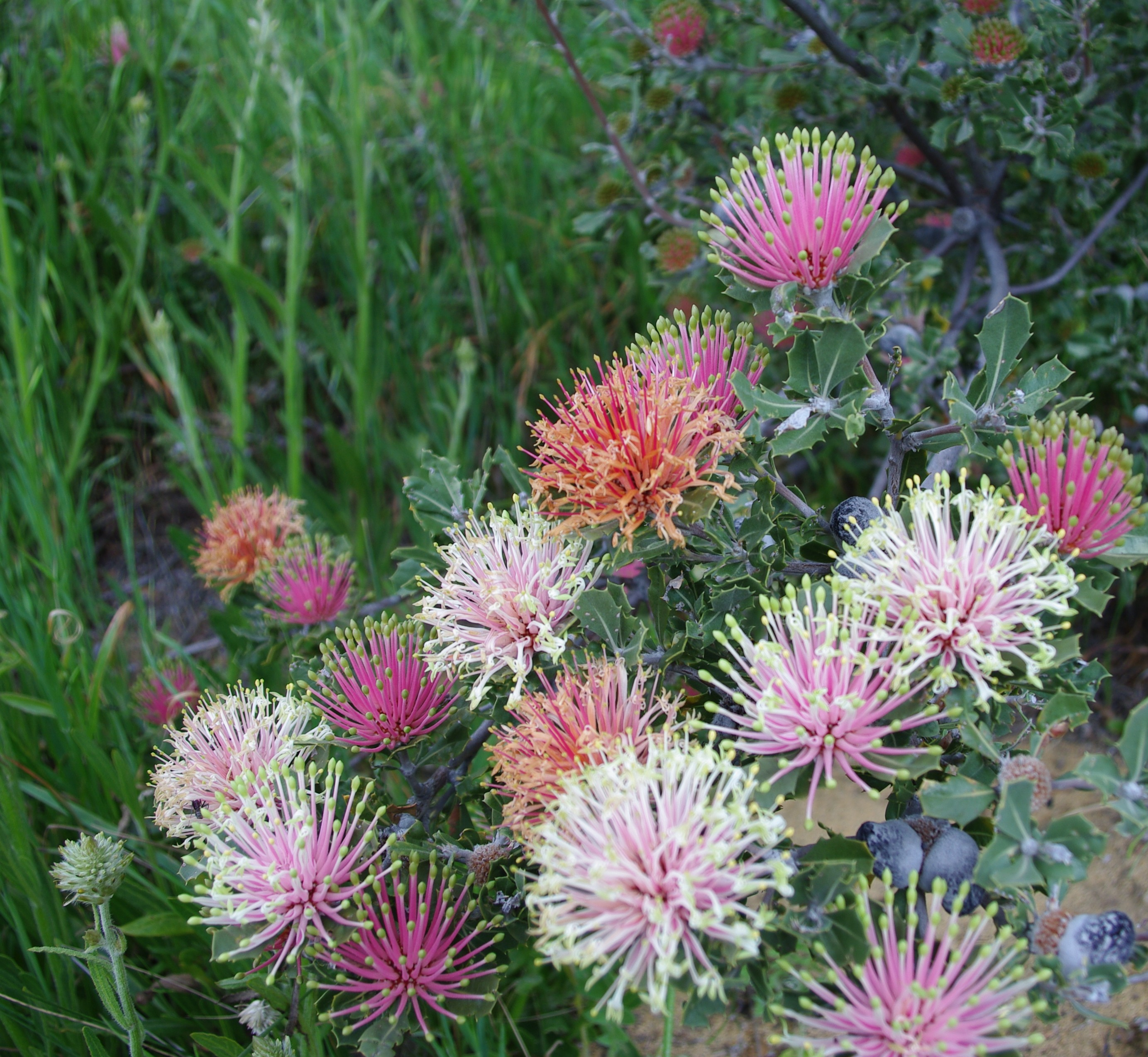
Banksia cuneata

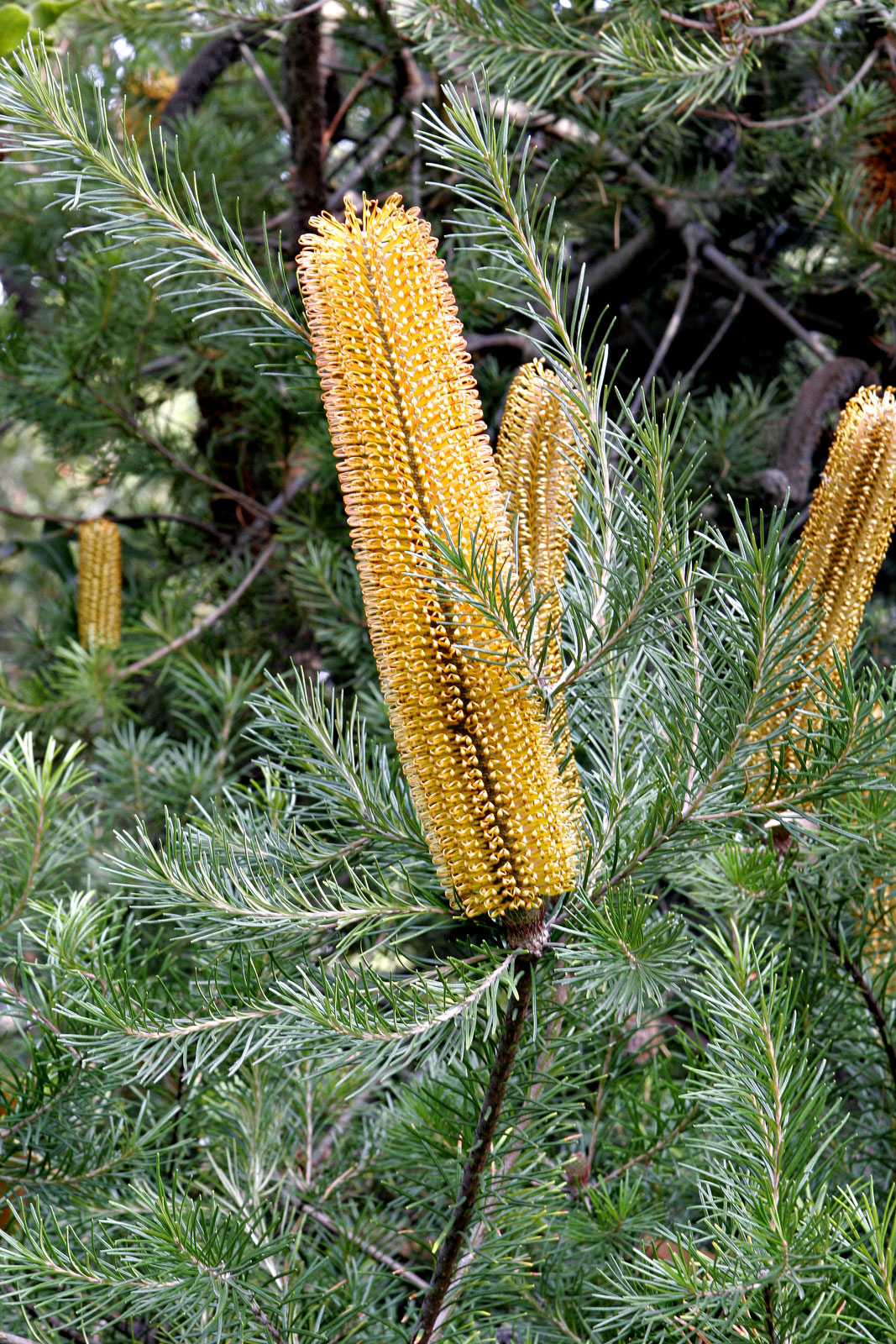
Banksia ericifolia

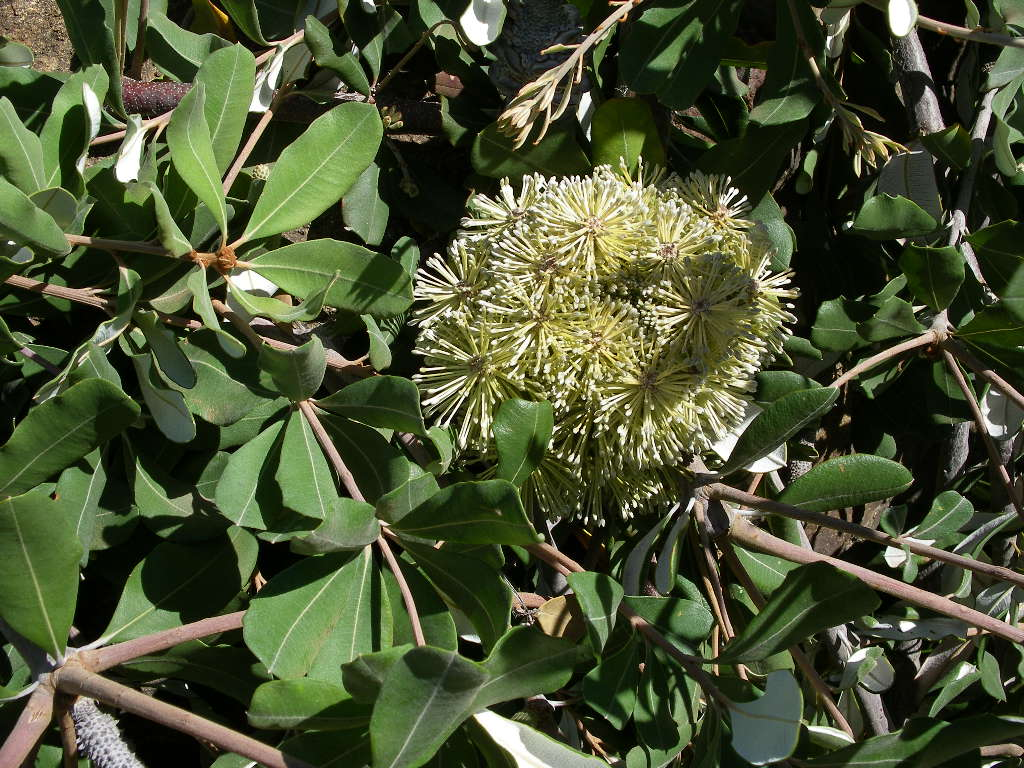
Banksia integrifolia var. integrifolia

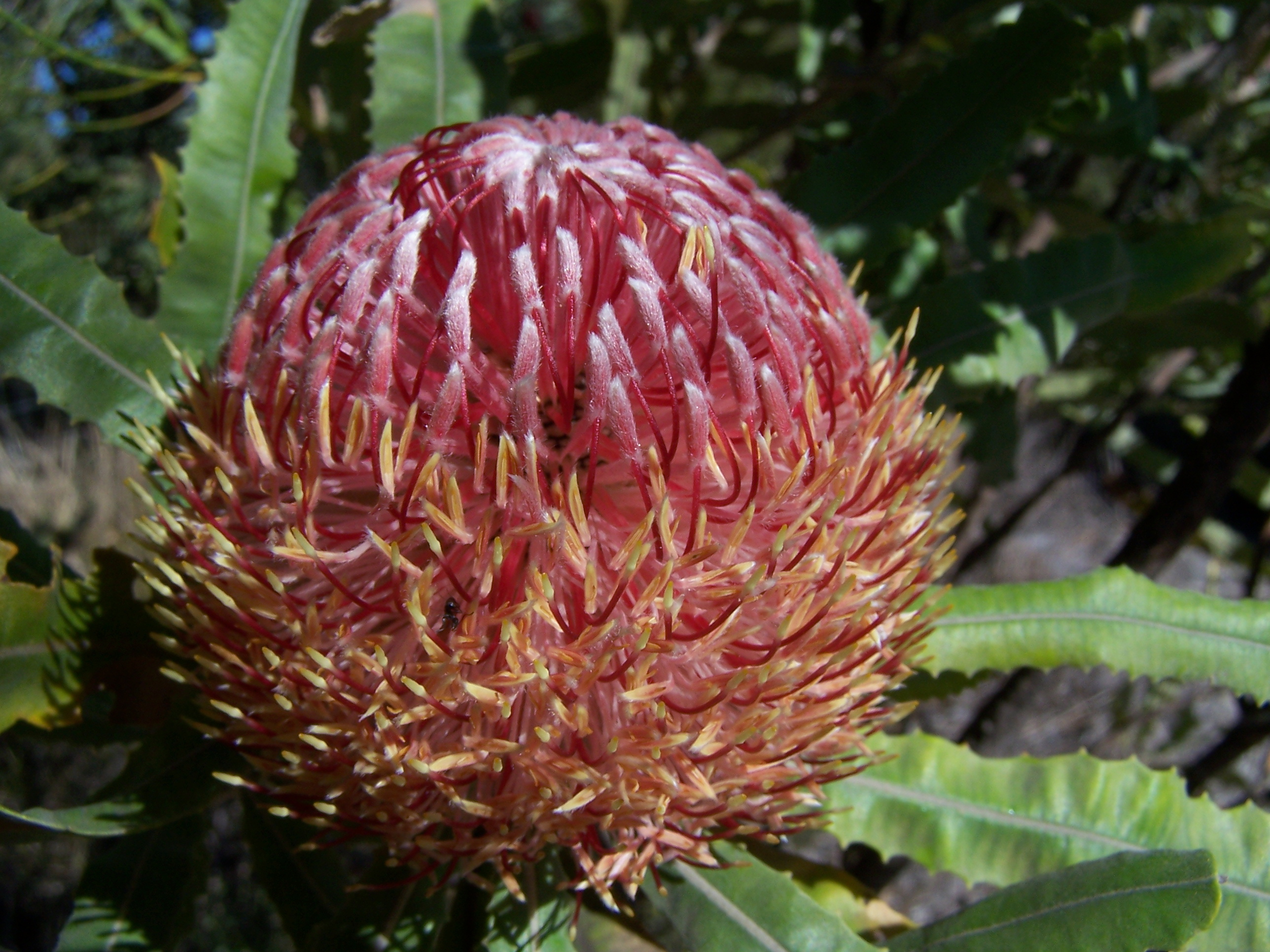
Banksia menziesii

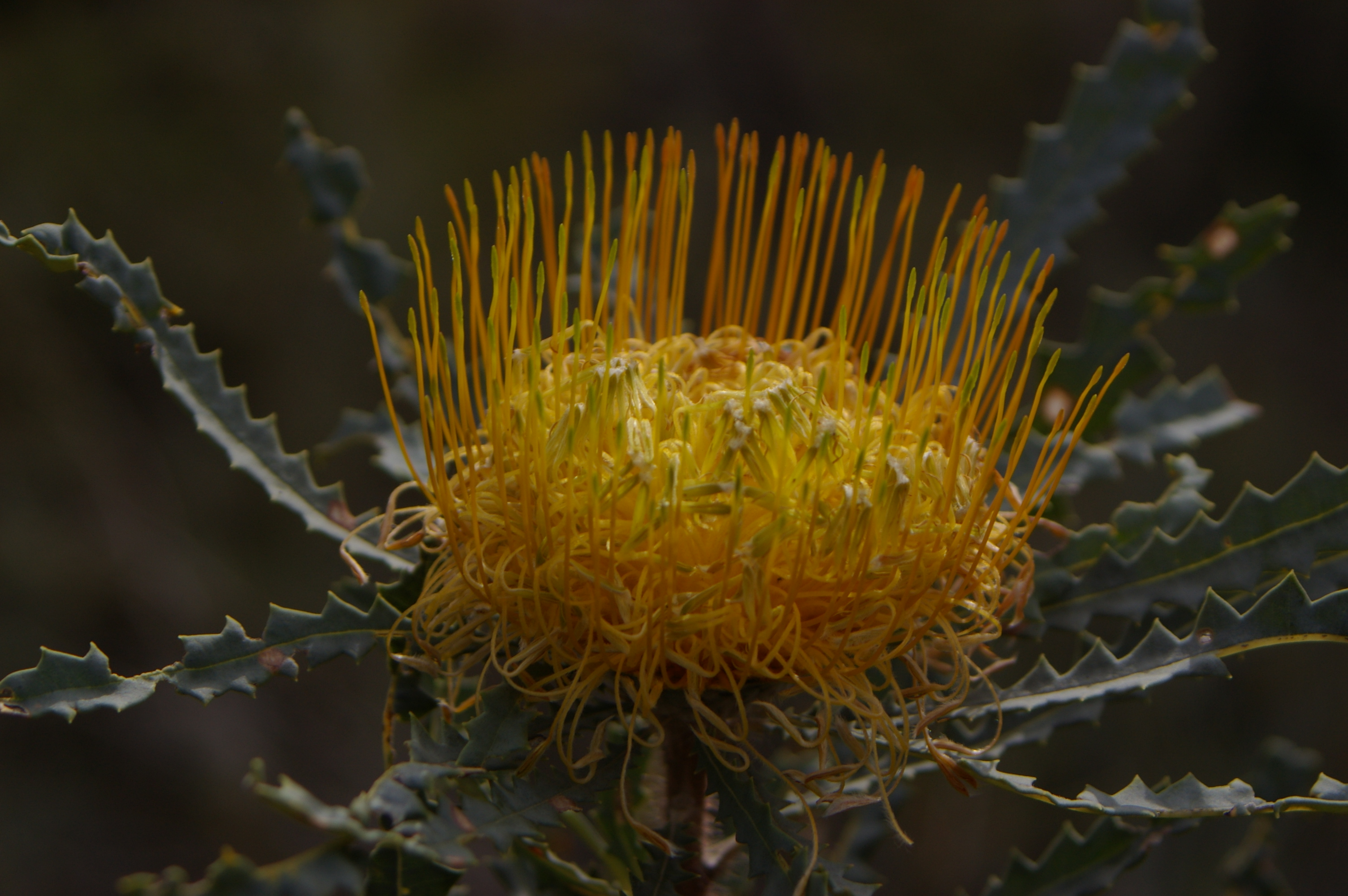
Banksia nobilis

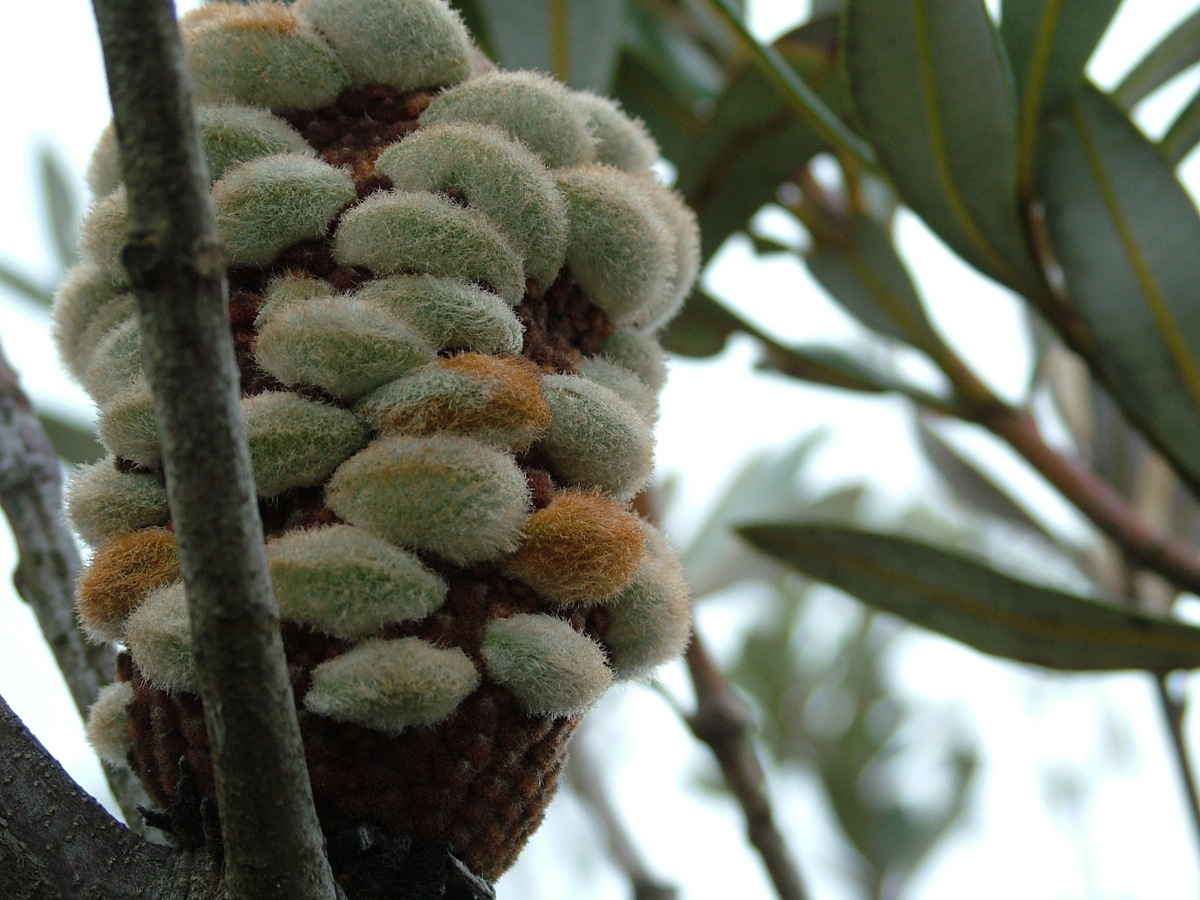
Banksia saxicola

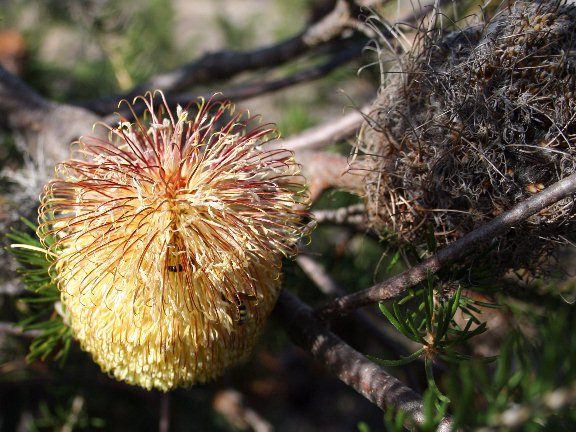
Banksia scabrella

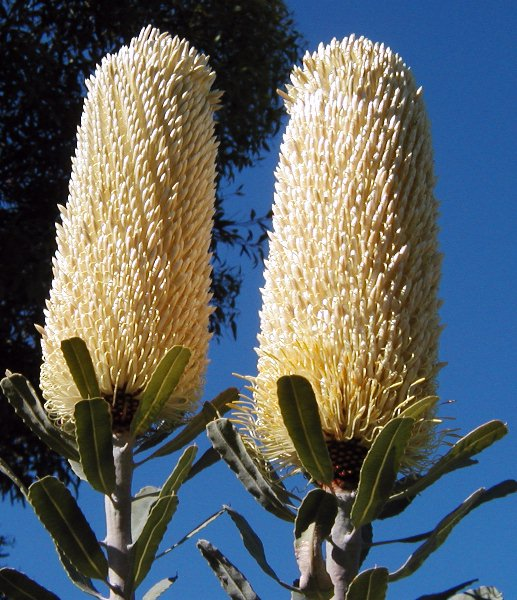
Banksia sceptrum

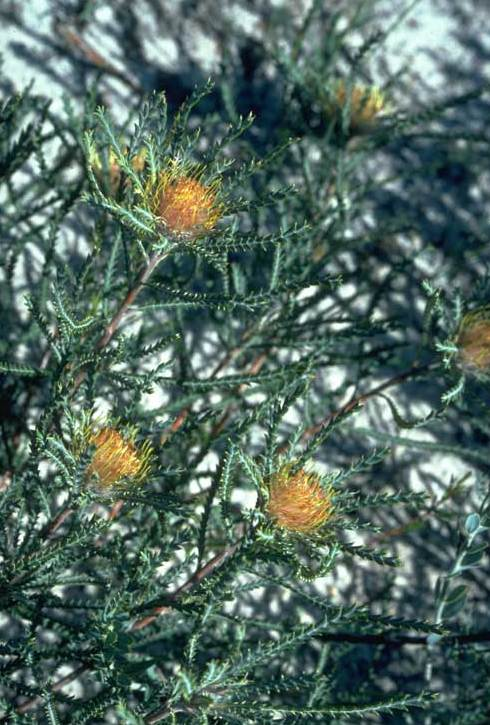
Banksia sclerophylla

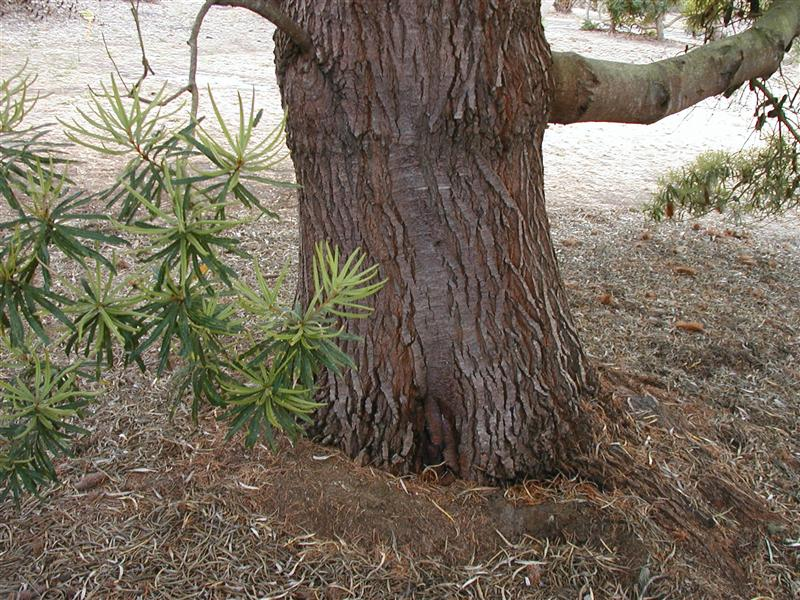
Stamm von Banksia seminuda

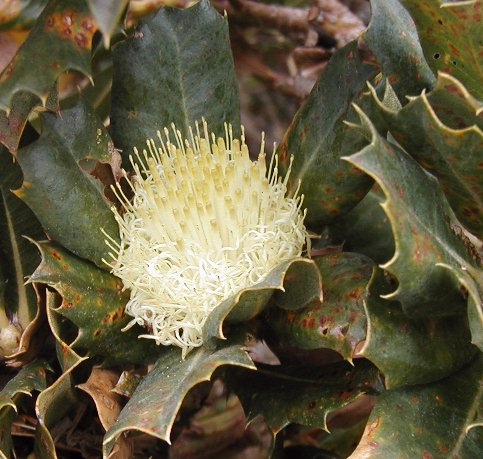
Banksia sessilis

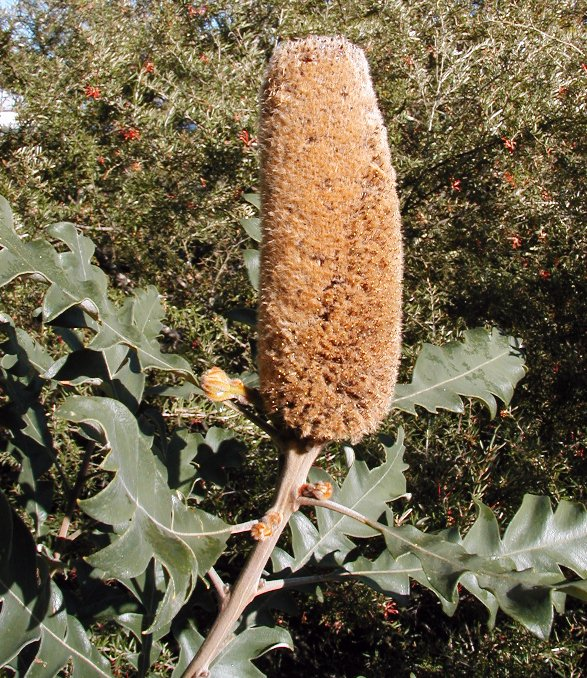
Banksia solandri

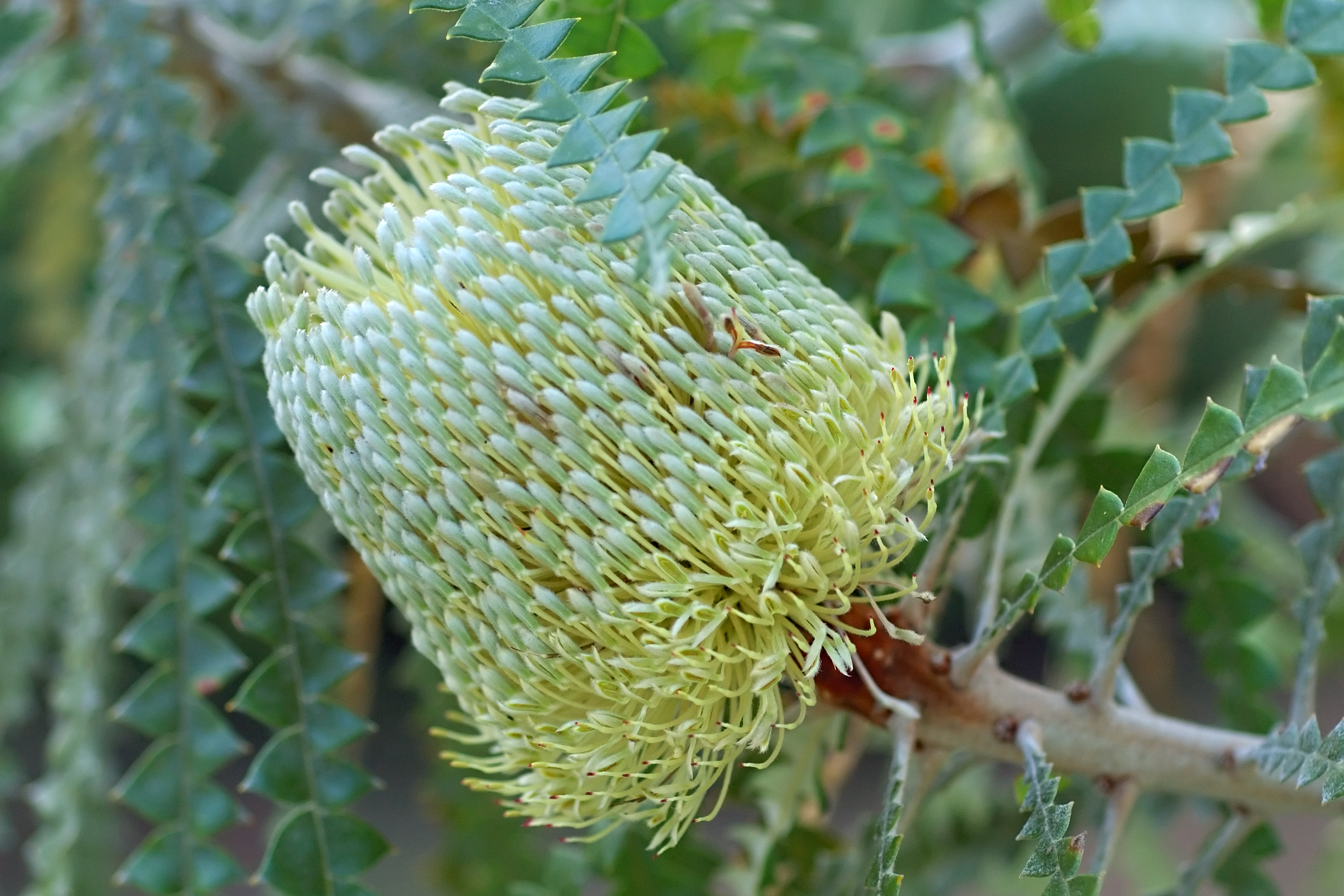
Banksia speciosa

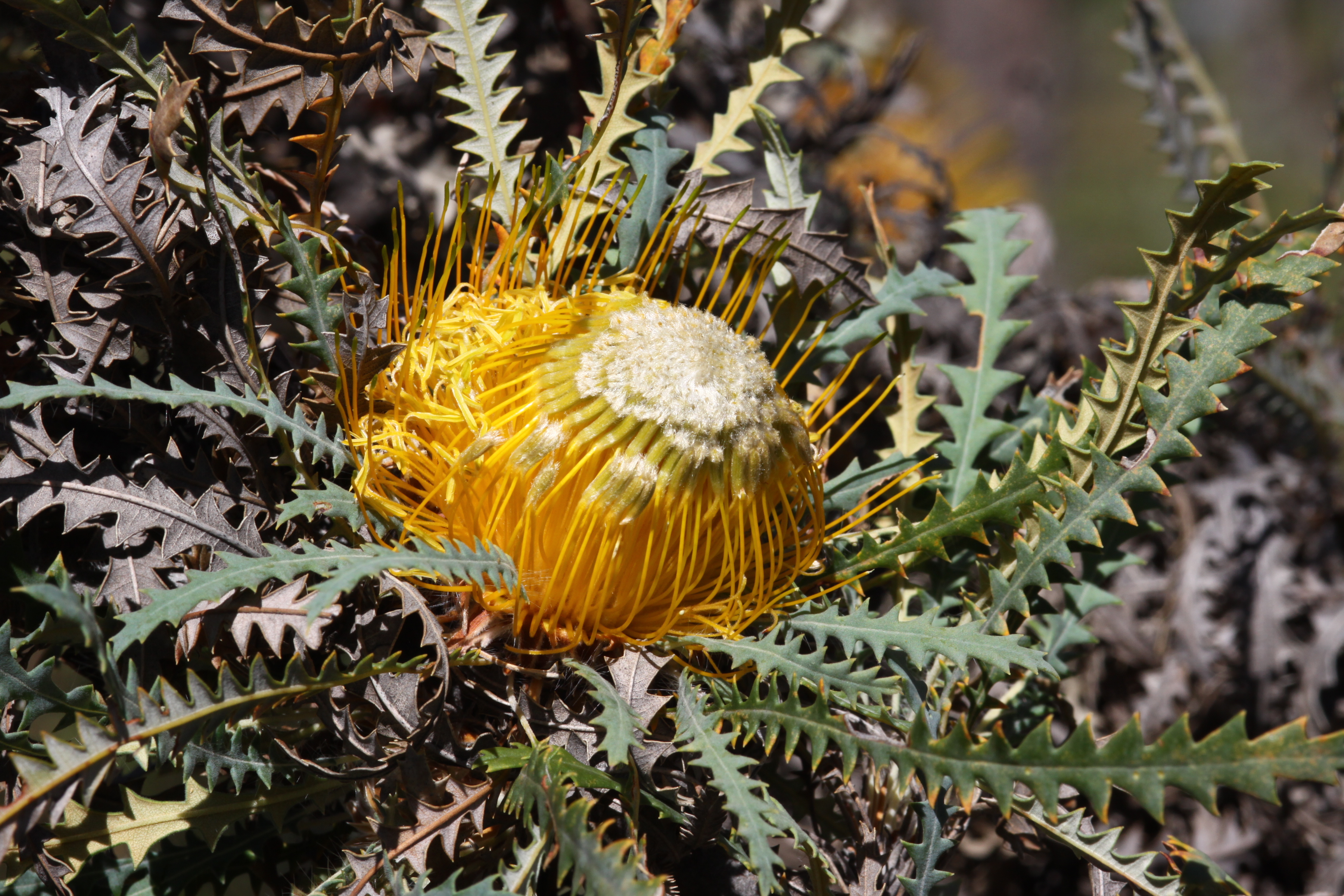
Banksia stuposa

Die Gattung Banksia wurde 1782 durch Carl von Linné dem Jüngeren in Supplementum Plantarum: Systema Vegetabilium Editionis Decima Tertia, Generum Plantarum Editionis Fexta, Et Specierum Plantarum Editionis Secunda. Brunsvigae: Orphanotrophei. aufgestellt. Der Gattungsname Banksia ehrt den Botaniker Joseph Banks.
Ihr Vorkommen ist auf den australischen Kontinent, einschließlich Tasmanien, beschränkt, wobei dort 80 Arten vorkommen. Die Ausnahme ist Banksia dentata, die im nördlichen Australien und auf nördlich davon gelegenen Inseln vorkommt, einschließlich Neuguinea und den Aru-Inseln.

### Botanische Geschichte
Zur Gattung der Banksia gehörten 1981 76 bis über 90 Arten. Hier eine in Untergattungen und Sektionen gegliederte Liste nach Alex S. George 1981:
- Untergattung Isostylis
  - Banksia cuneata A.S.George[4]
  - Banksia ilicifolia R.Br.[4]
  - Banksia oligantha A.S.George[4]
- Untergattung Banksia
  - Sektion Banksia
    - Banksia aculeata A.S.George[4]
    - Banksia aemula R.Br.[4]
    - Banksia ashbyi Baker f.[4]
    - Zarte Banksie (Banksia attenuata R.Br.)[5][4]
    - Banksia audax C.A.Gardner[4]
    - Banksia baueri R.Br.[4]
    - Vogelnest-Banksie (Banksia baxteri R.Br.)[5][4]
    - Banksia benthamiana C.A.Gardner[4]
    - Banksia blechnifolia F.Muell.[4]
    - Banksia burdettii Baker f.[4]
    - Banksia caleyi R.Br.[4]
    - Banksia candolleana Meisn.[4]
    - Banksia canei J.H.Willis[4]
    - Banksia chamaephyton A.S.George[4]
    - Scharlachrote Banksie (Banksia coccinea R.Br.)[5][4]
    - Banksia conferta A.S.George,[4] mit den Varietäten:
      - Banksia conferta var. conferta
      - Banksia conferta var. penicillata A.S.George

    - Banksia dentata L. f.: Sie kommt im nördlichen Australien und als einzige Art auf nördlich davon gelegenen Inseln vorkommt, einschließlich Neuguinea und den Aru-Inseln vor.[4]
    - Banksia dryandroides Baxter ex Sweet[4]
    - Banksia elderiana F.Muell. & Tate[4]
    - Banksia elegans Meisn.[4]
    - Banksia epica A.S.George[4]
    - Banksia gardneri A.S.George,[4] mit den Varietäten:
      - Banksia gardneri var. gardneri
      - Banksia gardneri var. brevidentata A.S.George[4]

    - Banksia goodii R.Br.[4]
    - Stier-Banksie (Banksia grandisWilld.)[5][4]
    - Hookers Banksie (Banksia hookeriana Meisn.)[5][4]
    - Küsten-Banksie (Banksia integrifolia L. f.),[5][4] mit den Varietäten oder Unterarten:
      - Banksia integrifolia var. integrifolia
      - Banksia integrifolia var. aquilonia A.S.George
      - Banksia integrifolia var. compar (R.Br.) F.M.Bailey
      - Banksia integrifolia subsp. monticola K.R.Thiele

    - Banksia laevigata Meisn.,[4] mit den Varietäten:
      - Banksia laevigata var. laevigata
      - Banksia laevigata var. fuscolutea A.S.George

    - Banksia lemanniana Meisn.[4]
    - Banksia lindleyana Meisn.[4]
    - Banksia lullfitzii C.A.Gardner[4]
    - Silber-Banksie[5] (Banksia marginata Cav.)[4]
    - Banksia media R.Br.[4]
    - Feuerholz-Banksie[5] (Banksia menziesii R.Br.)[4]
    - Banksia oblongifolia Cav.[4]
    - Banksia oreophila A.S.George[4]
    - Wüsten-Banksie (Banksia ornata F.Muell. ex Meisn.)[5][4]
    - Banksia paludosa R.Br.[4]
    - Banksia petiolaris F.Muell.[4]
    - Banksia pilostylis C.A.Gardner[4]
    - Banksia plagiocarpa A.S.George[4]
    - Banksia praemorsa Andrews[4]
    - Eichel-Banksie[5] (Banksia prionotes Lindl.)[4]
    - Banksia quercifolia R.Br.[4]
    - Banksia repens Labill.[4]
    - Banksia robur Cav.[4]
    - Felsen-Banksie[5] (Banksia saxicola A.S.George)[4]
    - Banksia sceptrum Meisn.[4]
    - Sägen-Banksie[5] oder Alter-Mann-Banksie (Banksia serrata L. f.)[4]
    - Banksia solandri R.Br.[4]
    - Prächtige Banksie (Banksia speciosa R.Br.)[4]
    - Banksia victoriae Meisn.[4]

  - Sektion Oncostylis Benth.
    - Banksia brownii Baxter ex R.Br.[4]
    - Banksia ericifolia L.f.,[4] mit den Varietäten:
      - Banksia ericifolia var. ericifolia
      - Banksia ericifolia var. macrantha A.S.George

    - Banksia grossa A.S.George[4]
    - Banksia incana A.S.George[4]
    - Banksia lanata A.S.George[4]
    - Banksia laricina C.A.Gardner[4]
    - Banksia leptophylla A.S.George,[4] mit den Varietäten:
      - Banksia leptophylla var. leptophylla
      - Banksia leptophylla var. melletica A.S.George

    - Sumpf-Banksie (Banksia littoralis R.Br.)[5][4]
    - Meisners Banksie (Banksia meisneri Lehm.),[5][4] mit den Varietäten:
      - Banksia meisneri var. meisneri
      - Banksia meisneri var. ascendens A.S.George

    - Banksia micrantha A.S.George[4]
    - Nickende Banksie (Banksia nutans R.Br.),[4] mit den Varietäten:
      - Banksia nutans var. nutans
      - Banksia nutans var. cernuella A.S.George

    - Westliche Banksie (Banksia occidentalis R.Br.),[5][4] mit den Unterarten:
      - Banksia occidentalis subsp. occidentalis
      - Banksia occidentalis subsp. formosa Hopper

    - Banksia pulchella R.Br.[4]
    - Banksia scabrella A.S.George[4]
    - Banksia seminuda (A.S.George) Rye,[4] mit den Varietäten:
      - Banksia seminuda var. seminuda
      - Banksia seminuda var. remanens Hopper

    - Banksia sphaerocarpa R.Br.,[4] mit den Varietäten:
      - Banksia sphaerocarpa var. sphaerocarpa
      - Banksia sphaerocarpa var. caesia A.S.George
      - Banksia sphaerocarpa var. dolichostyla A.S.George

    - Haarnadel-Banksie (Banksia spinulosa Sm.),[5][4] mit den Varietäten:
      - Banksia spinulosa var. spinulosa
      - Banksia spinulosa var. collina (R.Br.) A.S.George
      - Banksia spinulosa var. cunninghamii (Sieber ex Rchb.) A.S.George
      - Banksia spinulosa var. neoanglica A.S.George

    - Banksia tricuspis Meisn.[4]
    - Banksia verticillata R.Br.[4]
    - Violette Banksie (Banksia violacea C.A.Gardner)[5][4]

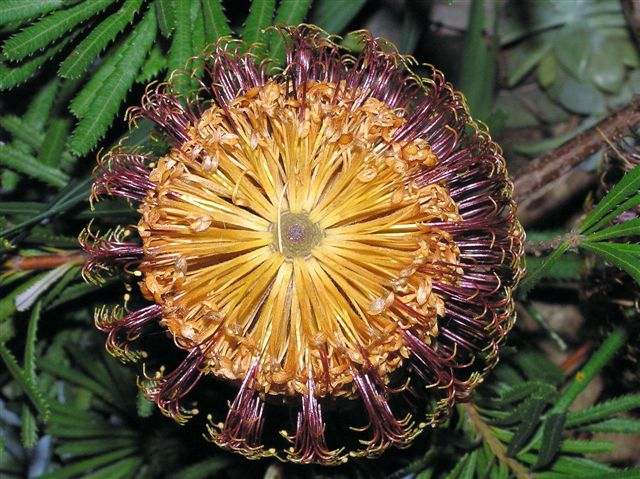
Banksia spinulosa Sorte ‘Honeypots’

## Nutzung
Sorten einiger Arten werden als Zierpflanzen in Parks und Gärten verwendet.

## Bilder
Sägen-Banksie (Banksia serrata):

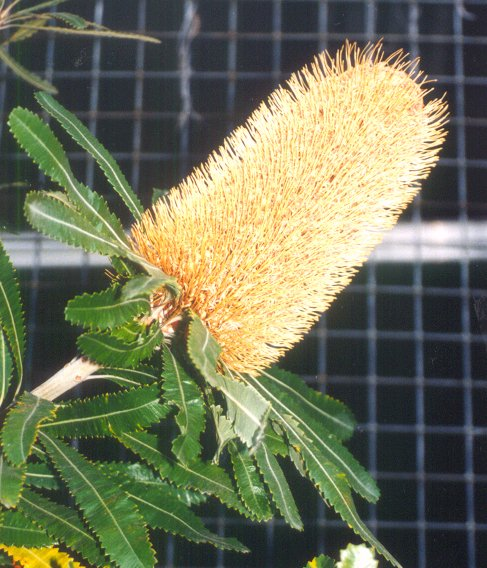
Blütenstand
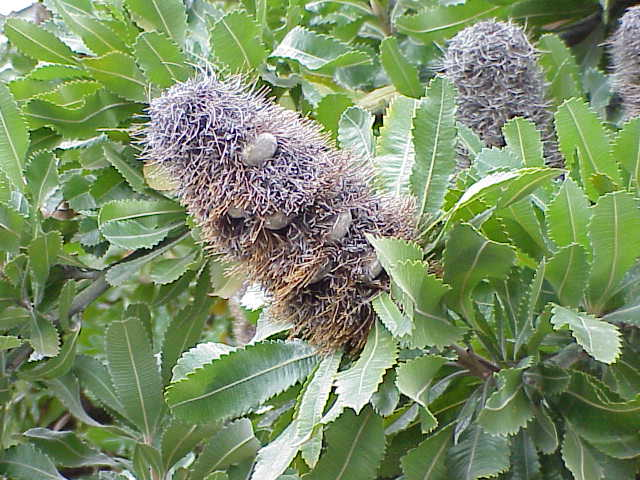
Habitus, Blätter und Fruchtstand
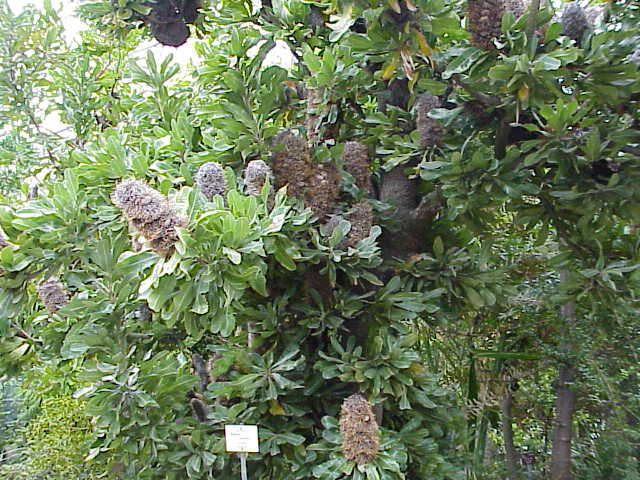
Habitus, Blätter und Fruchtstände
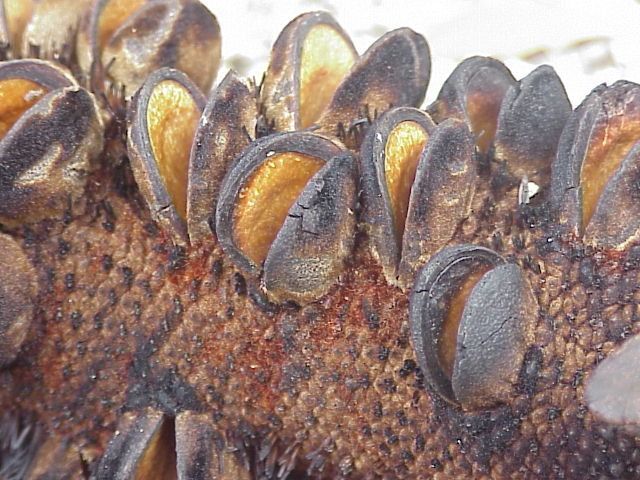
Fruchtstand mit offenen Früchten nach Brand
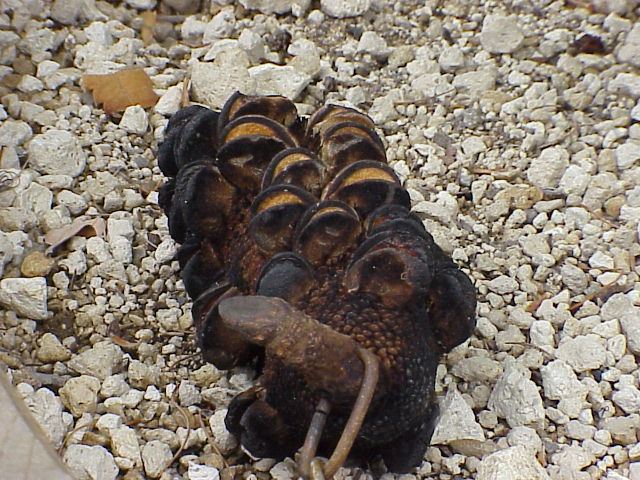
Fruchtstand mit offenen Früchten nach Brand

### Weiterführende Literatur
- Alexander Segger George: New taxa and notes on Banksia  L.f. (Proteaceae). In: Nuytsia Volume 6, 1988. S. 309–317.
- Alexander Segger George: Notes on Banksia  L.f. (Proteaceae). In: Nuytsia Volume 11, 1996, S. 21–24.
- Alexander Segger George: The Banksia Book (2. Auflage 1984, 1987, 3. Auflage 1996).
- C.E.Rosser, Alexander Segger George: Banksias, Volume I (1981), Volume II (1988), Volume III.
- A.Taylor & S.Hopper, The Banksia Atlas, 1988.
- M. Sedgley, M. Sierp, M. A. Wallwork, A. M. Fuss, K. Thiele: Pollen presenter and pollen morphology of Banksia  L.f. (Proteaceae). In: Austral. J. Bot. Volume 41, 1993, S. 439–464.
- K. R. Thiele, P. Y. Ladiges: A cladistic analysis of Banksia  (Proteaceae). In: Austral. Syst. Bot. Volume 9, 1996, S. 661–733.
- T. L. Maguire, M. Sedgley, J. G. Conran: Banksia  sect. Coccinea  (Proteaceae), a new section. In: Austral. Syst. Bot., Volume 9, 1996, S. 887–891.
- Alexander Segger George, A. R. Mast: Molecular systematics of subtribe Banksiinae (Banksia and Dryandra; Proteaceae) based on cpDNA and nrDNA sequence data: implications for taxonomy and biogeography. In: Austral. Syst. Bot. Volume 11, 1998, S. 321–342.